# Louis-Jean Pin
Pour les articles homonymes, voir Pin.
Louis-Jean Pin est un comédien et directeur de théâtre français né à Paris le 2 mars 1734 et mort à Paris le 13 janvier 1786.

## Biographie
Il dirige la troupe de Montpellier durant la saison 1757–1758, puis débute à la Comédie-Française le 5 décembre 1765 : « Le Sieur Pin débuta par Arnolphe dans l'École des femmes, & par Philidor dans les Trois Freres rivaux », lit-on dans Les Spectacles de Paris. Il y débute à nouveau en 1767. En avril, Grimm écrit dans sa Correspondance, à propos de la tragédie des Scythes de Voltaire : « Il y a un certain M. Pin, reçu à l'essai, qui joue la comédie pour son plaisir, à ce qu'on dit, car il est riche, mais qui ne joue pas pour notre plaisir, s'il joue pour le sien. Ce M. Pin joue les rôles à manteau dans la comédie, et les rôles de confident dans la tragédie. Les comédiens prétendent que c'est le meilleur confident qui ait paru au théâtre depuis longtemps, et je ne serais pas éloigné d'être de leur avis s'il n'avait pas une figure si ridicule dans l'accoutrement tragique, et une voix si claire et si glapissante qu'on est tenté de rire dès qu'il ouvre la bouche. Ce malheureux Pin s'était fait confident d'Athamare, et fut la première cause des risées du parterre. Elles commencèrent avec le troisième acte, où le fidèle Pin donne de si bons conseils à son maître peu docile. Pin le confident en perdit la contenance, et ne sut plus un mot de son rôle, et le mauvais succès de cette scène influa sensiblement sur le sort de la pièce ».
Pin cumule en effet la profession de comédien et de riche mercier. Après quelques années passées au Théâtre-Français, il est remercié en septembre 1771. Parcourant la province, on le retrouve au Théâtre de la Monnaie de Bruxelles en 1773, puis il joue à Valenciennes l'année suivante. Il est rengagé à Bruxelles pour tenir les rôles de financier et à manteaux durant la saison 1774-1775.
Codirecteur du Théâtre de la Monnaie avec Alexandre Bultos de 1777 à 1783, il retourne ensuite à Paris pour se consacrer à ses affaires et semble abandonner la scène.

## Théâtre

### Carrière à la Comédie-Française
- 1765 : L'École des femmes de Molière : Arnolphe
- 1765 : L'École des maris de Molière : Sganarelle[3]
- 1765 : Tartuffe de Molière : Orgon
- 1765 : Les Fourberies de Scapin de Molière : Argante
- 1766 : Brutus de Voltaire : Valerius
- 1766 : Artaxerce d'Antoine-Marin Lemierre : un officier
- 1766 : Guillaume Tell d'Antoine-Marin Lemierre : Ulric
- 1766 : Iphigénie de Jean Racine : Eurybate
- 1766 : Le Dépit amoureux de Molière : Albert
- 1766 : Le Festin de pierre de Thomas Corneille d'après Molière : Don Louis
- 1766 : L'Avare de Molière : Harpagon
- 1766 : Crispin rival de son maître d'Alain-René Lesage : M. Oronte
- 1766 : Sémiramis de Voltaire : Cedar
- 1766 : Le Joueur de Jean-François Regnard : Géronte
- 1766 : Zaïre de Voltaire : Mélédor
- 1766 : Le Menteur de Pierre Corneille : Géronte
- 1766 : Amphitryon de Molière : Posiclès
- 1766 : Mérope de Voltaire : Erox
- 1766 : Héraclius de Pierre Corneille : Crispe
- 1766 : Le Chevalier à la mode de Dancourt : M. Serrefort
- 1766 : Les Folies amoureuses de Jean-François Regnard : Albert
- 1766 : L'Amour médecin de Molière : le notaire
- 1766 : Alzire de Voltaire : un Américain
- 1766 : Le Légataire universel de Jean-François Regnard : Gaspard
- 1766 : Tancrède de Voltaire : Aldamon
- 1766 : L'Orphelin de la Chine de Voltaire : Osman
- 1766 : La Seconde Surprise de l'amour de Marivaux : Hortensius
- 1766 : Le Malade imaginaire de Molière : Diafoirus
- 1767 : Le Cid de Pierre Corneille : Don Arias
- 1767 : Le Comte d'Essex de Thomas Corneille : Cécil
- 1767 : Démocrite amoureux de Jean-François Regnard : Démocrite
- 1767 : Zaïre de Voltaire : Corasmin
- 1767 : L'Étourdi ou les Contretemps de Molière : Trufaldin
- 1767 : Les Femmes savantes de Molière : Chrysale
- 1767 : Turcaret ou le Financier d'Alain-René Lesage : M. Rafle
- 1767 : Le Légataire universel de Jean-François Regnard : Géronte
- 1767 : Le Mariage forcé de Molière : Sganarelle
- 1767 : Athalie de Jean Racine : lévite
- 1767 : Cosroès de Pierre-François Alexandre Lefèvre : un officier
- 1767 : Les Scythes de Voltaire : Hircan
- 1767 : Bérénice de Jean Racine : Arsace (3 fois, 1767)
- 1767 : George Dandin de Molière : Sotenville
- 1768 : Amélise de Jean-François Ducis : Lysias
- 1768 : Les Valets maîtres de la maison de Marc-Antoine-Jacques Rochon de Chabannes : le garçon fripier travesti en négociant
- 1768 : Gustave Wasa d'Alexis Piron : Rodolphe
- 1768 : Laurette de Gérard Du Doyer de Gastels : un ami de Mme de Clancé
- 1768 : Tartuffe de Molière : l'exempt
- 1768 : Amphitryon de Molière : Polidas
- 1768 : Monsieur de Pourceaugnac de Molière : un suisse
- 1768 : Mahomet de Voltaire : Phanor
- 1769 : Le Bourgeois gentilhomme de Molière : le maître tailleur
- 1769 : Le Comte d'Essex de Thomas Corneille : Crommer
- 1769 : Sémiramis de Voltaire : Mitrane
- 1769 : Iphigénie de Jean Racine : Eurybate
- 1769 : Le Père de famille de Denis Diderot : Le paysan
- 1769 : George Dandin de Molière : George Dandin
- 1769 : Polyeucte de Pierre Corneille : Albin
- 1769 : Hamlet de Jean-François Ducis d'après William Shakespeare : Polonius
- 1769 : Mithridate de Jean Racine : Arcas
- 1769 : L'Étourdi ou les Contretemps de Molière : Anselme
- 1769 : Le Philosophe sans le savoir de Michel-Jean Sedaine : Le domestique de d'Esparville
- 1769 : Électre de Prosper Jolyot de Crébillon : Antênor
- 1770 : Les Deux Amis ou le Négociant de Lyon de Beaumarchais : Dabins
- 1770 : Monsieur de Pourceaugnac de Molière : Oronte
- 1770 : Le Marchand de Smyrne de Sébastien-Roch Nicolas de Chamfort : un vieillard turc
- 1770 : Cinna de Pierre Corneille : Polyctète
- 1770 : Les Scythes de Voltaire : Un scythe
- 1770 : L'Étourdi ou les Contretemps de Molière : Ergaste
- 1770 : Le Père de famille de Denis Diderot : M. Le Bon
- 1770 : Le Médecin malgré lui de Molière : Géronte
- 1770 : L'Homme à bonnes fortunes de Michel Baron : Géronte
- 1770 : La Veuve du Malabar d'Antoine-Marin Lemierre : un officier indien
- 1770 : Florinde de Pierre-François Alexandre Lefèvre : un soldat maure
- 1771 : Le Fabricant de Londres de Charles-Georges Fenouillot de Falbaire de Quingey : James
- 1771 : Don Japhet d'Arménie de Paul Scarron : M. Antoine
- 1771 : Nicomède de Pierre Corneille : Araspe